# Rete tranviaria di Iževsk
La rete tranviaria di Iževsk è la rete tranviaria che serve la città russa di Iževsk.